# شعب كانيمبو
شعب كانمبو هي مجموعة عرقية من تشاد، يعتبرون من (أحفاد) بقايا الدولة الكانمية، ويقدر عدد الكانمبو بـ655،000 شخص، يقطنون بشكل أساسي في مقاطعة لاك وكذلك في مقاطعة شاري - باغيرمي ومقاطعة كانم. ويتحدث شعب كانمبو لغة خاصة بهم تسمى بالغة كانمبو، التي تعتبر فرع من لغة كانوري، ويتحدث عدد كبير منهم اللغة العربية كلغة ثانية.

## التاريخ
لأكثر من ألف عام كانت إمبراطورية كانم-برنو قوة مهيمنة على وسط شمال أفريقيا. يغطي مجال نفوذها شرق نيجيريا والنيجر والنصف الشمالي من تشاد والكاميرون وليبيا. كان سكانها يتاجرون مع مصر ويرعون المدارس الإسلامية حتى الإسكندرية. وصلت قوافل الجمال إلى مدينتي مكة المكرمة والمدينة المنورة. حتى بداية القرن العشرين والغزو الفرنسي لهذه المنطقة، كانت إمبراطورية كانم-برنو القوة الرئيسية في قلب وسط شمال أفريقيا.
في نهاية القرن الثاني عشر، انتقل الكانمبو إلى ما يُعرف اليوم بمنطقة كانم. استقروا تدريجياً وأسسوا عاصمة في نجيمي؛ في الوقت نفسه، استمروا في التوسع العسكري وأسسوا إمبراطورية كانم. وصلت هذه الامبراطورية المبكرة لذروتها مع حكم الماي (الملك) دناما داباليمي من أسرة سيفاوا، الذي حكم من 1221 حتى 1259. كان أول من اعتنق الإسلام من الكانمبو. أعلن الجهاد ضد القبائل المحيطة وبدأ فترة ممتدة من الفتح. بعد توحيد أراضيهم حول بحيرة تشاد، توسعوا شمالًا إلى فزان وغربًا في أراضي الهوسا.
لكن بحلول نهاية القرن الرابع عشر، أدى الانقسام الداخلي إلى إضعاف إمبراطورية كانم بشدة، مما أجبر أسرة سايفاوا على الانتقال إلى برنو على الشاطئ الغربي لبحيرة تشاد. تزاوج الكانم مع السكان المحليين في هذه المنطقة مما خلق مجموعة عرقية جديدة، الكانوري؛ تحتفظ عائلات الكانمبو بعلاقات عائلية وثيقة مع الكانوري حتى يومنا هذا.
اليوم شعب الكانمبو هو مجموعة واحدة من أحفاد هذه الإمبراطورية الناجحة، ولا يزال سلاطينهم وحكامهم التقليديون أكثر تأثيرًا من السلطات الحكومية. إلى جانب مجموعة الكانوري اللغوية ذات الصلة، فهم يشكلون غالبية السكان الموجودين في نطاق بين الشواطئ الشمالية لبحيرة تشاد والصحراء الكبرى. لم تتغير ثقافتهم في السكن والملابس كثيرًا منذ العصر الإمبراطوري.